# Anopheles theileri
Anopheles theileri este o specie de țânțari din genul Anopheles, descrisă de Edwards în anul 1912. Conform Catalogue of Life specia Anopheles theileri nu are subspecii cunoscute.